# Pudding Royal
Pudding Royal est le troisième épisode de la quinzième saison de la série télévisée d'animation américaine South Park et l'épisode 212e de la série globale. Il est sorti en première aux États-Unis sur la chaîne Comedy Central le 11 mai 2011.

## Synopsis
M. Mackey fait répéter aux élèves du jardin d'enfants des saynètes éducatives sur l'hygiène dentaire. Ike joue un personnage représentant les caries, mais il est distrait par le mariage royal dans son Canada natal et manque les répétitions. La cérémonie, une orgie de rituels délirants, est interrompue par un attaquant mystérieux qui démolit l'abbaye et enlève la princesse. Ike Broslovski décide de partir à la rescousse, répondant à un appel du premier ministre canadien à sa diaspora, et rencontre Bob le Moche dans l'autocar. En son absence, Mackey, qui se conduit comme une diva théâtrale malgré l'inanité de sa pièce, force Kyle à remplacer son petit frère, vêtu d'un curieux costume. Mackey révèle que son père est mort de caries. Le premier ministre du Canada encourage son armée de fortune à attaquer Scott le Con, qu'il soupçonne du rapt de la princesse. Mais Scott, qui est devenu un géant après avoir été irradié, se dit innocent. Le premier ministre s'excuse et renvoie chacun dans son foyer. Scott, qui est violemment raciste, soupçonne plutôt les Inuits et décide d'aller leur demander des comptes. Bob et Ike l'accompagnent. Les Inuits se déclarent également innocents et emmènent le trio aux portes d'une forteresse mystérieuse dans le grand nord, où la princesse est retenue. Le maître des lieux se révèle être un monstre gigantesque qui n'est autre que… la carie dentaire, dans un costume similaire à celui de la pièce. Il semble invulnérable, mais Ike soulève le sac en papier recouvrant la tête de Bob, et sa laideur, telle le regard d'une gorgone, pétrifie la carie. La police interrompt la représentation de la pièce pour annoncer la nouvelle, sauvant Mackey d'une énième crise de nerfs. De retour en ville, la princesse anoblit le trio et le mariage reprend, culminant dans l'arrachage du bras de l'épousée comme le veut la tradition.